# 万柏林区
37°51′31″N 112°30′33″E / 37.85861°N 112.50917°E
万柏林区，是中国山西省太原市所辖的一个市辖区。总面积为304.8平方公里。万柏林区地处汾河西畔，西依龙山山脉，南邻晋源区、北接尖草坪区，与杏花岭区、迎泽区、小店区隔河相望，区人民政府駐千峰街道西矿街35号。

## 历史
宋朝、金朝、元朝时期，当地为平晋县地。明朝、清朝时期，归为太原县地。1914年，并为晋源县地。1927年，为太原市属地。当时太原为晋系军阀阎锡山的中枢，有人进言阎锡山，称汾河西岸西北部属八卦“乾”方，属于阴宅宝地，但因当地林木稀松，建议人工种植。阎锡山随后决定在当地广植万棵柏树，以备时候开辟为陵园，并取名“万柏陵”。然后民国时期混战不止，并加上日军入侵山西，随后山西又成为国共内战胶着点，此次陵墓计划始终未能成行；而当地民众亦反感“陵”字，随后取谐音为“林”。
中华人民共和国成立后，1950年8月设立太原市第五区。
1954年6月，太原市第五区改名为万柏林区，后于1957年3月撤销建制，划归太原市郊区管辖。1958年7月设“河西区”。
1997年，分设“万柏林区”。

## 人口
根据第七次人口普查数据，截至2020年11月1日零时，万柏林区常住人口为951238人。
2022年，全區總人口為97.69万人。

## 行政区划
万柏林区下辖14个街道办事处：
千峰街道、下元街道、和平街道、兴华街道、万柏林街道、杜儿坪街道、白家庄街道、南寒街道、东社街道、小井峪街道、西铭街道、长风西街街道和神堂沟街道。

## 地形
万柏林区境内地形西高东低，西部为山地，东部为带状平川，地质构造属西山向斜盆地，汾河流域陷落区。气候属北温带大陆性季风气候。地下蕴藏有丰富的煤炭、石膏、铝矾土等矿产资源。汾河蜿蜒流过区境东部，玉门河、虎峪河、九院沙河三条边山支河由西向东汇入洽河。

## 产业
万柏林区是太原市的一个老工业区，其中包括西山煤电、太重集团、晋西工业、中车太原机车车辆、中铁十二局等国有大型企业，同时也有水泥、洗煤、煤焦、化工等众多企业。其中西山煤电（原名西山矿务局）是中国最大的炼焦煤生产企业。太重集团前身为太原重型机器厂，于1950年10月建立、是中华人民共和国第一座重型机器厂。

## 交通
万柏林区有迎泽大街、和平南路、和平北路贯穿全区；太佳线、晋祠路、外环路、太古高速公路的主干线路境。万柏林区还建有下元停车调度站。太汾公路、太古公路贯穿区内，迎泽大桥、胜利桥、漪汾桥和南内环桥连接汾河两岸。

## 文化、教育及旅游
太原理工大学的迎西校区、虎峪校区及柏林校区和太原科技大学均位于万柏林区。山西境内的三家中国国家一级博物馆中的两个坐落于万柏林区，分别是山西博物院和中国煤炭博物馆，其中中国煤炭博物馆是中国唯一的煤炭博物馆。此外该区的主要文化场所还有太原市图书馆、山西地质博物馆、滨河体育中心。万柏林区有漪汾公园、玉门河公园等山西省四星级公园。当地有龙泉古寺和玉泉山城郊森林公园等景点。

## 名胜古迹
- 太原市文物保护单位4项：彭城太妃墓、大井峪遗址、黄坡遗址、玉门沟调度站旧址

## 图库

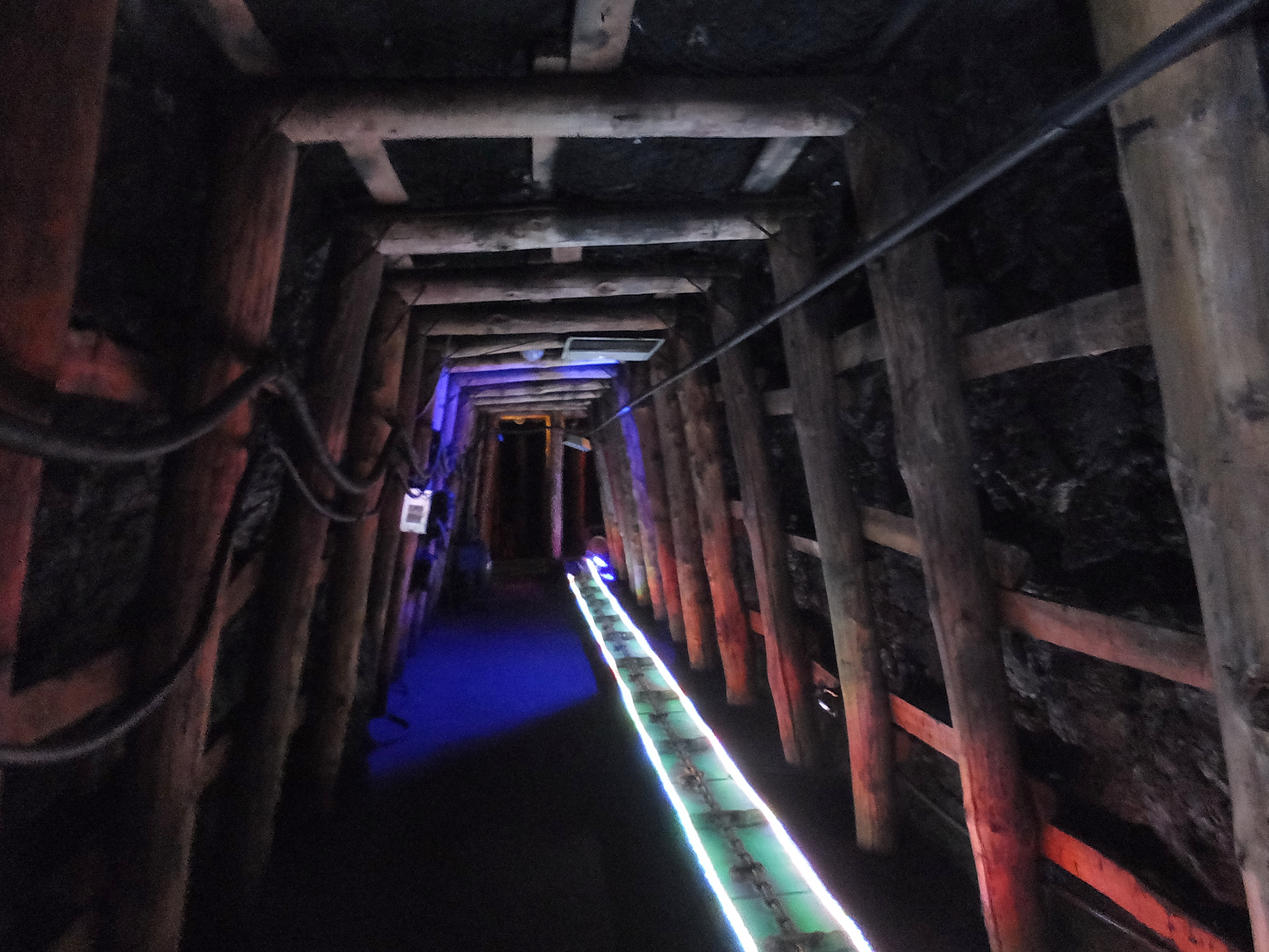
中国煤炭博物馆，属于中国国家一级博物馆
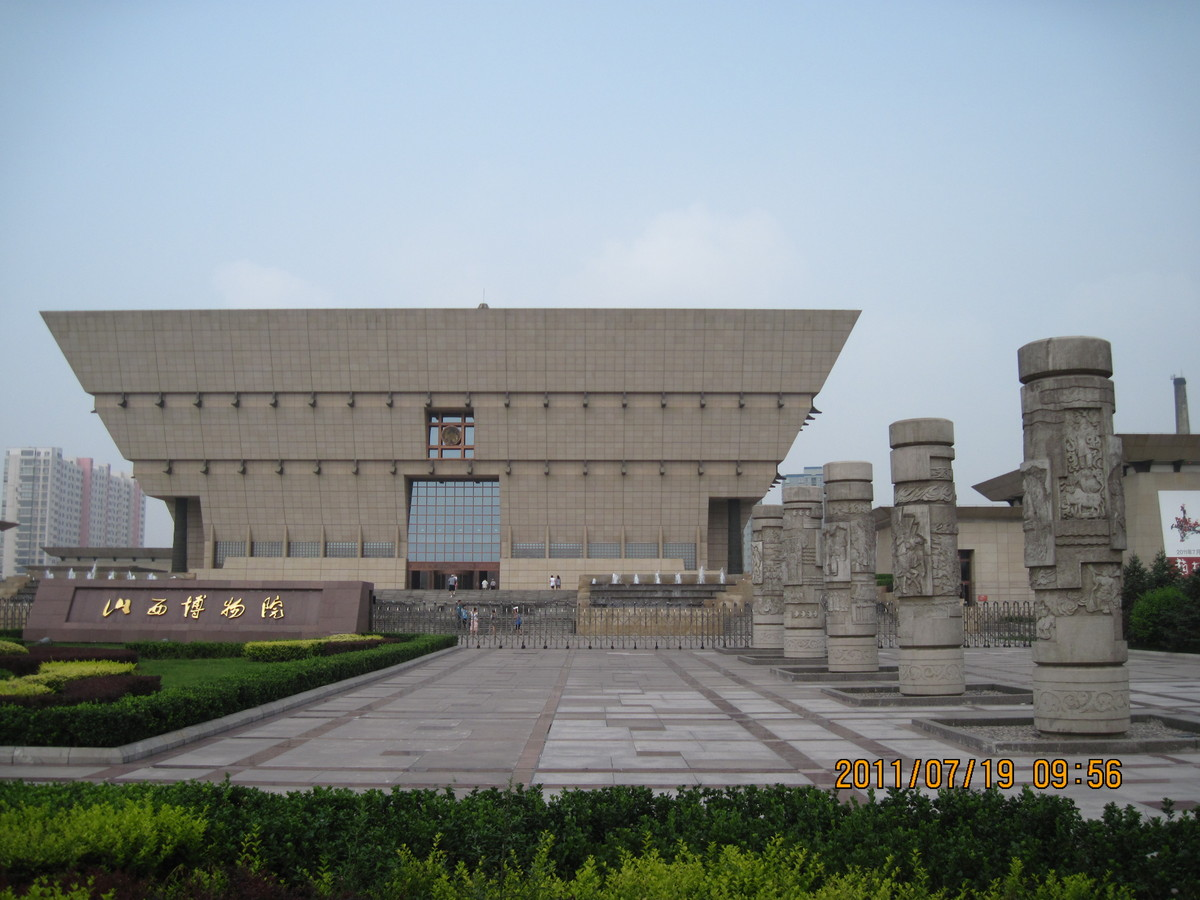
山西博物院，属于中国国家一级博物馆
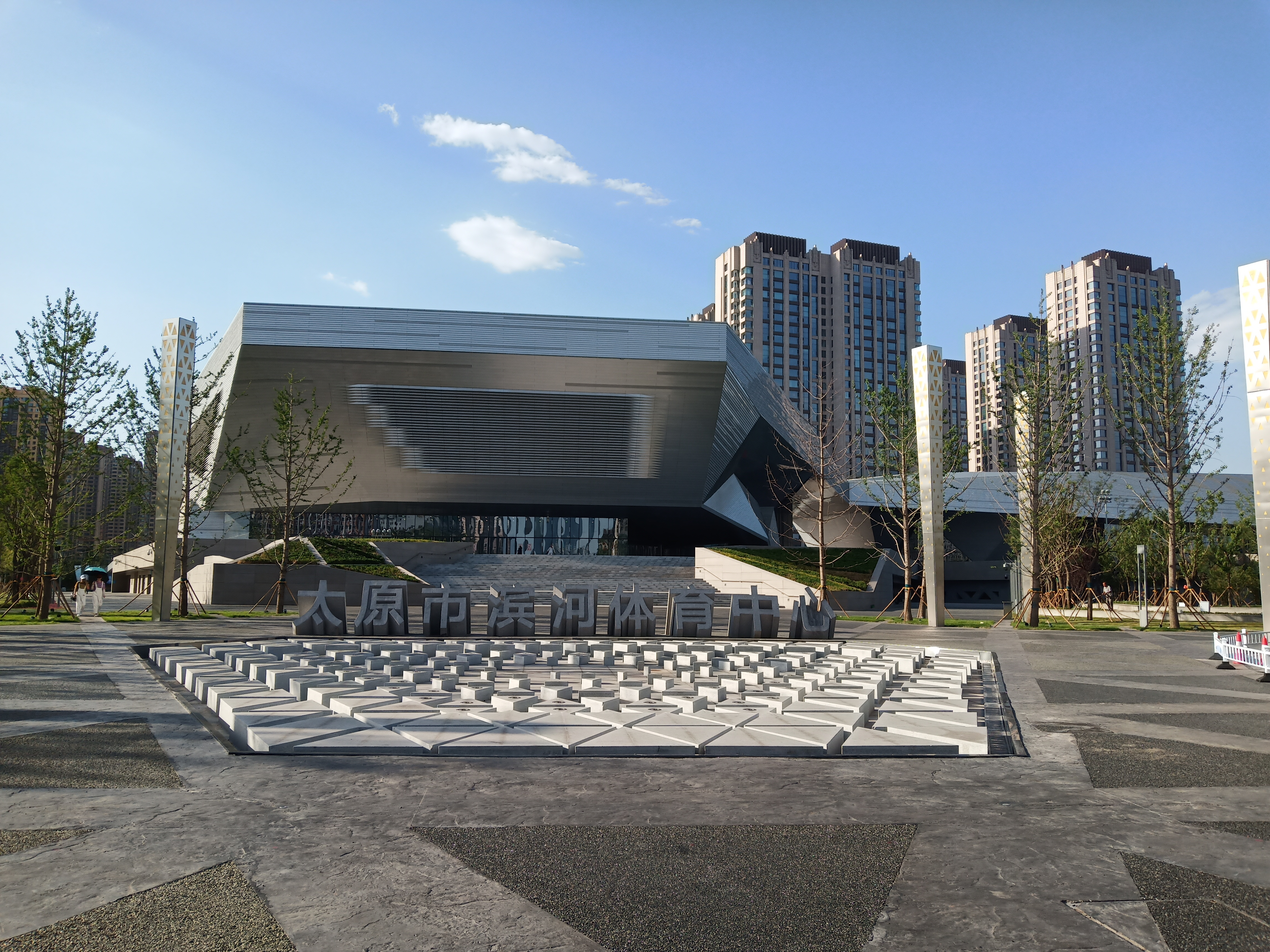
滨河体育中心
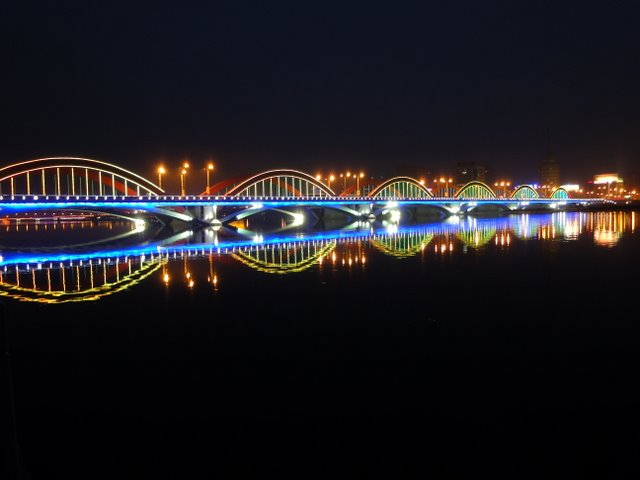
从万柏林区一侧拍摄的漪汾桥
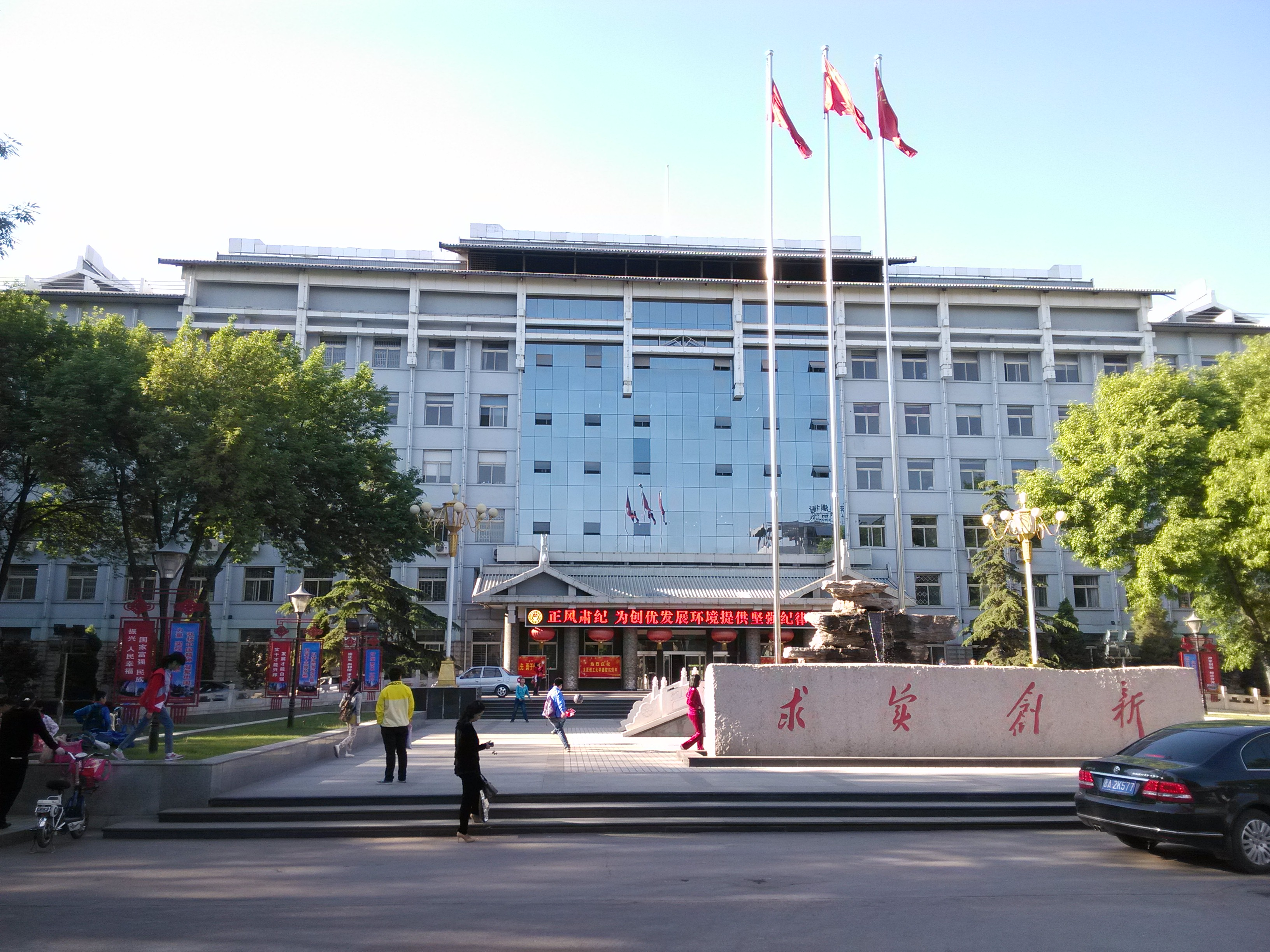
太原理工大学迎西校区办公主楼和校训石